# Ебон Мосс-Бакрак
Ебон Мосс-Бахрах (англ. Ebon Moss-Bachrach, народився 19 березня 1977 року) — американський актор, найвідоміший за роллю Девіда Лібермана в серіалі Каратель (The Punisher).

## Раннє життя
Він народився в Амхерсті, штат Массачусетс , і є сином Рене Мосс і Еріка Бахраха, які керують музичною школою в Спрингфілді, штат Массачусетс. Він навчався в Амхерстській регіональній середній школі в Массачусетсі й закінчив Колумбійський університет. Батько Мосс-Бахраха народився в Німеччині у єврейсько-американських батьків.

## Особисте життя
Мосс-Бахрах має стосунки з українською фотографкою Єленою Ємчук, з якою він має двох дочок.

## Фільмографія

### Фільм
| Рік  | Назва                       | Роль               | Примітки       |
| ---- | --------------------------- | ------------------ | -------------- |
| 2001 | The Believer                | Перший офіціант    |                |
| 2001 | Ніколи знову                | Енді               |                |
| 2001 | The Royal Tenenbaums        | Фредрік Беллбой    |                |
| 2003 | Американська велич          | Режисер MTV        |                |
| 2003 | Смерть династії             | Дейв Кац           |                |
| 2003 | Посмішка Мони Лізи          | Чарлі Стюарт       |                |
| 2004 | Зимове сонцестояння         | Стів               |                |
| 2004 | Плакатний хлопчик           | Чарлі              |                |
| 2004 | Point & Shoot               | Чад Родос          |                |
| 2005 | The Dying Gaul              | Олаф               |                |
| 2005 | Стелс                       | Тім                |                |
| 2005 | Дорога                      | Джей               |                |
| 2006 | Там                         | Стан               |                |
| 2006 | Живи вільно або помри       | Алекс Газаніга     |                |
| 2006 | The Lake House              | Генрі Вайлер       |                |
| 2006 | Одружуся з першою-ліпшою    | Матадор            |                |
| 2007 | Чикаго 10                   | Пол Краснер        | Голос          |
| 2007 | Високі водоспади            | Джексон            | Короткий фільм |
| 2007 | Приміська дівчина           | Етан Айзенберг     |                |
| 2007 | Вечір                       | Люк                |                |
| 2009 | Breaking Upwards            | Ділан              |                |
| 2009 | The Marc Pease Experience   | Gavin              |                |
| 2011 | Higher Ground               | Люк                |                |
| 2012 | Лола проти                  | Нік                |                |
| 2012 | Виходьте та грайте          | Френсіс            |                |
| 2013 | The Volunteer               | Ітан               |                |
| 2013 | Боги погано поводяться      | Ніл                |                |
| 2014 | До Парижа, як до неба пішки | Гійом              |                |
| 2014 | Сіра речовина               | Саймон Петерсон    | Короткий фільм |
| 2019 | Мистецтво обману            | Рей Вардінг        |                |
| 2020 | Тесла                       | Анітай Сігеті      |                |
| 2023 | Без образ                   | Гері               |                |
| 2025 | Фантастична четвірка        | Бен Грімм / Істота |                |
| 2026 | Месники: Судний день        | Бен Грімм / Істота |                |

### Телебачення
| Рік     | Назва                               | Роль                     | Примітки                              |
| ------- | ----------------------------------- | ------------------------ | ------------------------------------- |
| 1999    | Вбивство в маленькому місті         | Біллі                    | Телевізійний фільм                    |
| 2001    | Закон і порядок: Злочинні наміри    | College Boy              | Епізод: " Один "                      |
| 2002    | Porn 'n Chicken                     | Хатч                     | Телевізійний фільм                    |
| 2005    | Закон і порядок: випробування журі  | Денні Воллес             | Епізод: «Істина або наслідки»         |
| 2006    | Закон і порядок: Спеціальний корпус | Джастін                  | Епізод: «Інформований»                |
| 2006    | Викрадений                          | Такер                    | Епізод: «Вибачте, неправильний номер» |
| 2008    | Джон Адамс                          | Джон Квінсі Адамс        | Мінісерія; 3 епізоди                  |
| 2008    | Межа                                | Джозеф Мігар             | Епізод: " Power Hungry "              |
| 2009    | Медіум (телесеріал)                 | Саймон Бурвелл           | Епізод: «Перший укус — найглибший»    |
| 2009    | A NY Thing                          | Артур                    | Телевізійний фільм                    |
| 2010    | Сутичка (телесеріал)                | Нік Салленгер            | 8 серій                               |
| 2010    | Рубікон                             | Крейг Янг                | 3 епізоди                             |
| 2013    | Підозрюваний (телесеріал)           | Майкл Коул               | Епізод: " Релевантність "             |
| 2014–17 | Дівчата                             | Десі Харперін            | 25 епізодів                           |
| 2014    | Повір                               | Бен Вутен                | Епізод: «Білий шум»                   |
| 2014–15 | The Last Ship                       | Нільс Серенсен           | 10 епізодів                           |
| 2017-19 | Каратель                            | Девід Ліберман / Micro   | Серіал                                |
| 2019    | Різдвокрай                          | Кріс Макквін             |                                       |
| 2020    | Допит                               | Трей Карано              |                                       |
| 2022    | Ведмідь                             | Річард «Річі» Джерімович | Серіал                                |

## Театр
| Рік  | Назва                   | Роль           | Примітки                  |
| ---- | ----------------------- | -------------- | ------------------------- |
| 2000 | When They Speak of Rita |                | Primary Stages            |
| 2002 | 36 переглядів           | Джон Белл      | The Public Theater        |
| 2003 | П'яте липня             | Уестон Херлі   | Signature Theatre Company |
| 2005 | На горі                 | Каррік         | Playwrights Horizons      |
| 2011 | Три сестри              | Барон Тузенбах | Classic Stage Company     |